# Taraxacum planum
Taraxacum planum — вид рослин з родини айстрових (Asteraceae), поширений у Європі.

## Поширення
Поширений у Європі: Швеція, Фінляндія, Данія, Нідерланди, Німеччина, Польща, Молдова, Україна, Росія; інтродукований в Англії.